# SM U-2 (1909)
SM U-2 lub U-II – okręt podwodny typu U-1 z okresu I wojny światowej, zaprojektowany dla marynarki Austro-Węgier Kaiserliche und Königliche Kriegsmarine (K.u.K. Kriegsmarine) przez amerykańskiego inżyniera Simona Lake'a i zbudowany, wraz z bliźniaczym U-1, przez stocznię marynarki (Marinearsenal) w Poli, w ramach porównawczej oceny projektów obcych okrętów podwodnych.
U-2 został zwodowany w kwietniu 1909 roku i po ukończeniu służył do prób porównawczych. W ich trakcie okazało się, że zainstalowane silniki benzynowe nie zapewniają odpowiednich osiągów podczas pływania na powierzchni. Ostatecznie został przyjęty w skład marynarki wojennej w czerwcu 1911 roku i do wybuchu wojny służył jako jednostka szkolna. Na początku I wojny światowej U-2 znajdował się w suchym doku, czekając na nowe akumulatory i wymianę silników na wysokoprężne. Od czerwca 1915 roku jednostka wykonywała rejsy zwiadowcze z Triestu i Poli do momentu, gdy na początku 1918 roku uznano ją za przestarzałą. Dalej pełniła funkcję szkoleniowe w bazie okrętów podwodnych na wyspie Brioni. W momencie zakończenia wojny okręt znajdował się w Poli. Został przyznany Włochom w ramach reparacji wojennych w 1920 roku i ostatecznie złomowany w Poli. Podczas działań wojennych nie odniósł żadnych sukcesów.

## Projekt i budowa
U-2 został zbudowany w ramach projektu K.u.K. Kriegsmarine przeprowadzenia badań porównawczych konstrukcji zagranicznych okrętów podwodnych. W konkursie wzięły udział projekty Simona Lake'a, Germaniawerft i Johna Hollanda. Dowództwo marynarki austro-węgierskiej zamówiło plany jednostek typu U-1 24 listopada 1906 roku w firmie Lake Torpedo Boat Company z Bridgeport w stanie Connecticut. Obydwa okręty zostały zbudowane w stoczni marynarki wojennej (Marinearsenal) w Poli. Wodowanie odbyło się 3 kwietnia 1909 roku.
U-2 miał kilka cech charakterystycznych dla okrętów podwodnych projektowanych przez Lake'a, między innymi komorę dla nurków na dziobie oraz dwa wysuwane koła, które miały ułatwiać poruszanie się po dnie morza. Zastosowanie pojedynczego kadłuba cylindrycznego ze zbiornikami balastowymi powyżej linii wodnej wymagało instalacji dodatkowego balastu pod kilem dla poprawienia stateczności. Powodowało to również konieczność instalacji dodatkowych pomp mechanicznych, a sam manewr zanurzenia trwał około 8 minut. Napęd U-2 składał się z dwóch silników benzynowych służących do napędzania okrętu na powierzchni i dwóch silników elektrycznych do pływania pod wodą.
Okręt miał 30,5 m długości, 4,8 m szerokości i zanurzenie kadłuba 3,9 m. Według projektu jego wyporność wynosiła 229,7 ton na powierzchni i 248,9 ton w zanurzeniu. Został wyposażony w trzy wyrzutnie torped kal. 450 mm – dwie na dziobie i jedna na rufie – i mógł przenosić łącznie pięć torped, ale zwykle zabierał tylko trzy. W 1917 roku okręt otrzymał działo pokładowe kal. 37 mm L/33, które zostało jednak zdemontowane w styczniu 1918 roku. Załoga wynosiła 17 oficerów, podoficerów i marynarzy.

## Służba
Okręt został ukończony w grudniu 1909 roku, po czym austro-węgierska marynarka prowadziła z nim próby, które trwały przez większość roku 1910. Silniki benzynowe nigdy nie rozpędziły okrętu do zakładanych w kontrakcie prędkości w czasie prób i zostały uznane za nieodpowiednie do użycia w okręcie bojowym. W rezultacie Marynarka zapłaciła jedynie za kadłub i uzbrojenie U-2 oraz wypożyczyła silniki benzynowe, zamawiając zamienne silniki Diesla w austriackiej firmie Maschinenfabrik Leobersdorf. Pomimo problemów z silnikami, U-1 i U-2 miały najlepsze wyniki w zanurzaniu i sterowności spośród wszystkich okrętów podwodnych ocenianych przez marynarkę.
U-2 oficjalnie został przyjęty do służby 22 czerwca 1911 roku, jego dowódcą został Linienschiffsleutnant Klemens Ritter von Bézard. Okręt służył jako jednostka szkolna. Odbywał w tej roli do dziesięciu rejsów szkolnych na miesiąc, aż do roku 1915. W momencie wybuchu I wojny światowej U-2 stał w suchym doku, czekając na instalację nowych akumulatorów i silników Diesla. By pomieścić nowe silniki, okręt został wydłużony o 28 cm. Modyfikacje i nowe silniki obniżyły jego wyporność na powierzchni do 223 ton, ale zwiększyła się jego wyporność w zanurzeniu do 277,5 tony.
W czasie prac modernizacyjnych, prowadzonych od stycznia do czerwca 1915 roku, okręt przeszedł przegląd i otrzymał nowy kiosk. Od początku lipca stacjonował w Trieście i odbywał rejsy zwiadowcze z tego portu. 11 stycznia 1918 roku został uznany za przestarzały, ale został zachowany jako jednostka szkolna w bazie okrętów podwodnych na wyspie Brioni. Koniec wojny zastał okręt w Poli. Jednostka została zezłomowana po przekazaniu Włochom w ramach reparacji wojennych w 1920 roku.

## Dane techniczne
Po zbudowaniu
- wyporność: 229,7 t na powierzchni[1]
248,9 t w zanurzeniu[1]
- długość: 30,5 m[1]
- szerokość: 4,8 m[1]
- zanurzenie: 3,9 m[1]
- napęd: 2 × śruby napędowe
  - 2 × silniki benzynowe, razem 720 bhp (540 kW)[10]
  - 2 × silniki elektryczne, razem 200 shp (150 kW)[10]

Uzbrojenie: 3 × 45 cm wyrzutnie torped (dwie przednie, jedna tylna); 5 torped
1 × 37 mm działo pokładowe
Różnice po modernizacji
- wyporność: 223 t na powierzchni[1]
277,5 t w zanurzeniu[1]
- długość: 30,8 m[1]
- napęd: 2 × śruby napędowe[1]
  - 2 × silniki Diesla[1]
  - 2 × silniki elektryczne, razem 200 shp (150 kW)[1]
- prędkość:
  - 10,3 węzła na powierzchni[1]
  - 6 węzłów w zanurzeniu[1]
- zasięg:
  - 950 mil morskich z prędkością 6 węzłów na powierzchni[1]
  - 40 mil morskich z prędkością 2 węzłów w zanurzeniu

## Dowódcy
- Klemens Ritter von Bezard (czerwiec 1911 – maj 1912 r.)
- Karl Edler von Unczowski (maj 1912 – październik 1914 r.)
- Otto Zeidler (październik 1914 – luty 1915 r.)
- Karl Edler von Unczowski (luty – czerwiec 1915 r.)
- Otto Kasseroller (czerwiec 1915 – wrzesień 1917 r.)
- Johann Ulmansky von Vracsevgaj (wrzesień 1917 – marzec 1918 r.)
- Othmar Printz (marzec – wrzesień 1918 r.)
- Johann Ulmansky von Vracsevgaj (wrzesień – październik 1918 r.)[7]